# Charles King (cyclisme)
Pour les articles homonymes, voir Charles King et King.
Charles Thomas King, né le 12 juin 1911 à Putney et mort le 19 juillet 2001 à Wellington, est un coureur cycliste britannique.

## Palmarès
- Jeux olympiques d'été
  -  Médaille de bronze en cyclisme sur piste en poursuite par équipes aux Jeux olympiques d'été de 1936 à Berlin